# Joachim Meischner
Joachim Meischner, né le 13 août 1946 à Dorfchemnitz, est un biathlète est-allemand.

## Biographie
Aux Jeux olympiques d'hiver de 1972, il est médaillé de bronze sur le relais avec Horst Koschka, Hansjörg Knauthe et Dieter Speer.

## Palmarès

### Jeux olympiques
- Jeux olympiques d'hiver de 1972 à Sapporo :
  -  Médaille de bronze en relais 4 × 7,5 km.